# Championnat de Macao de football 2021
Navigation
Saison précédente Saison suivante
La saison 2021 du Championnat de Macao de football est la soixante-douzième édition du Campeonato da Primeira Divisão, le championnat de première division à Macao. Les dix meilleures équipes macanaises sont regroupées au sein d’une poule unique où elles s'affrontent deux fois au cours de la saison. En fin de championnat, les deux derniers du classement sont relégués et remplacés par les deux meilleures équipes de deuxième division.
En raison de la pandémie de Covid-19, le championnat est arrêté après l'avant dernière journée début août , Chao Pak Kei ayant neuf points d'avance est déclaré champion.

## Les clubs participants
En raison de la situation sanitaire en 2020, la saison passée a été écourtée, aucune relégation ni promotion n'a lieu, ce sont donc les mêmes équipes qui jouent cette saison.
- PSP Macao
- Hang Sai
- Sporting Clube de Macau
- Clube Desportivo Monte Carlo
- Casa do Sport Lisboa e Benfica
- Casa de Portugal FC
- Tak Chun Ka I
- Chao Pak Kei
- Cheng Fung
- Lun Lok FC

## Compétition
Le barème utilisé pour établir le classement est le suivant :
- Victoire : 3 points
- Match nul : 1 point
- Défaite : 0 point

### Classement
| Rang | Équipe                    | Pts | J  | G  | N | P  | Bp  | Bc | Diff |
| ---- | ------------------------- | --- | -- | -- | - | -- | --- | -- | ---- |
| 1    | Chao Pak Kei T            | 51  | 17 | 17 | 0 | 0  | 112 | 4  | +108 |
| 2    | SL Benfica                | 42  | 17 | 14 | 0 | 3  | 90  | 15 | +75  |
| 3    | Tak Chun Ka I             | 35  | 17 | 11 | 2 | 4  | 29  | 27 | +2   |
| 4    | Cheng Fung                | 30  | 17 | 10 | 0 | 7  | 39  | 39 | 0    |
| 5    | Lun Lok FC                | 18  | 17 | 5  | 3 | 9  | 23  | 55 | -32  |
| 6    | Polícia Segurança Pública | 17  | 17 | 4  | 5 | 8  | 17  | 30 | -13  |
| 7    | Sporting Macau            | 17  | 17 | 5  | 2 | 10 | 30  | 45 | -15  |
| 8    | Casa de Portugal FC       | 13  | 17 | 3  | 4 | 10 | 17  | 67 | -50  |
| 9    | Monte Carlo               | 12  | 17 | 2  | 6 | 9  | 14  | 45 | -31  |
| 10   | Hang Sai                  | 8   | 17 | 2  | 2 | 13 | 12  | 56 | -44  |

|  | T : Tenant du titre P : Promu de Segunda Divisão |

- La Coupe de Macao ayant été annulé Chao Pak Kei et SL Benfica sont qualifiés pour la Coupe de l'AFC 2022.

## Bilan de la saison
| Championnat de Macao de football 2020 |                                |
| Champion                              | Chao Pak Kei (2e titre)        |
| Coupes et trophées                    |                                |
| Vainqueur de la Coupe de Macao 2020   | non disputée                   |
| Qualifications continentales          |                                |
| Coupe de l'AFC 2022                   | Chao Pak Kei                   |
| Coupe de l'AFC 2022                   | Casa do Sport Lisboa e Benfica |
| Promotions et relégations             |                                |
| Promus en Primeira Divisão            |                                |
| Relégués en Segunda Divisão           |                                |